# Вортицела
Вортицела (Vorticella) је род протозоа, са више од 16 познатих врста.
Осим покретних протиста, постоје и они који су причвршћени за подлогу, на пример вортицела. Вортицела изгледа као звонце прикачено за дршку. У додиру са неким предметом она се најпре згрчи, а потом полако опружа. Понекад, мада ретко, одвоји се од подлоге и плива користећи трепље.